# 2020年 五月之恋
《2020年 五月之恋》是WOWOW制作的日本電視劇。2020年5月28日至5月31日，在YouTube的WOWOW官方頻道及WOWOW Members On Demand於21時起免費網絡播放；6月2日至6月5日，在WOWOW Prime於23時45分至翌日0時免費電視播放。短篇劇共4話，為遠端制作，描繪前夫妻離婚4年後，在2019冠狀病毒病疫情期間打錯電話，不小心聯絡上引發的交流。岡田惠和編劇，松永大司導演，吉田羊及大泉洋雙主演。
全4話與未公開片段合成的「特別版」，於7月5日13時起在WOWOW Prime免費電視播放。

## 製作
由於主演電視劇《鐵證懸案3～真相之門～》因新型冠狀病毒感染症防疫措施而暫停拍攝，5月6日，吉田羊趁機参加戲曲《12個溫柔的日本人》的遠端朗讀，獲得觀眾好評，真實感受到存在「Stay Home才有的出色娛樂」。她認為「2小時的舞台戲曲都能完成，分割一下，連續劇肯定也能完成」，覺得「想透過戲劇，為日本注入活力」，「提供精神營養」，於是提出本企画。
5月8日，吉田致電製作人岡野真紀子，指「好像我們必須要表現些甚麼」，「要不要做些只有現在能做的事情?」，啟動本企画。吉田希望由岡田惠和編劇，大泉洋共演，松永大司執導，而岡田正好在停拍期間探索新娛樂形態，並曾致電岡野稱「想以電話為關鍵字來做些甚麼」，他很快同意加入，並相信「有優秀的演員，就能製作有趣的電視劇」，約10日寫好2人的会話劇本。在NHK大河劇《真田丸》中與吉田互為夫妻的「洋&羊組合」大泉收到吉田直接發來的郵件邀請，上書「我覺得這個企画只有和大泉先生一同完成!」，大泉同意。曾執導吉田主演電影《Hanalei Bay》，一度在苦境中思考「我能做些甚麼?」的松永及後亦加入，令本企画迅速成為現實，5月28日開始網絡播放，距企画開始僅20天。
制作時，除電視劇製作人員外，平時負責電影及音樂會直播等作品的員工亦提供協助，由吉田及大泉在不同地方表演，導演松永則在另一個地方觀看攝影機記錄的直播，協調演出工作。製作方指，雖然不處於同一空間令相互溝通變得困難，但由於表演時，攝像師等製作人員均不在場，演員可排除自我意識，令他們發現演員演技中蘊藏的全新可能性。

## 故事簡介
2020年5月，東京。負責大型超級市場都心店鋪賣場的Yukiko，在避免外出請求下仍要工作；從事中型設計公司營業工作的Motō，則在家與不習慣的遠隔工作苦戰。2人原本是夫妻，約4年前離婚，成為離過一次婚的單身。
2人離婚後一直未有聯絡。機緣巧合下，Motō不小心打電話給Yukiko，很久沒接到前夫電話的Yukiko，不情願地按下了接聽。

## 登場人物
Yukiko
演 - 吉田羊
在大型超級市場工作，是都心店鋪賣場負責人。Motō前妻，離過一次婚的單身。
Motō
演 - 大泉洋
在中型設計公司工作，負責營業。Yukiko前夫，離過一次婚的單身。

## 製作人員
- 脚本 - 岡田惠和
- 監督 - 松永大司
- 製作人 - 岡野真紀子
- 技術協力 - WOWOW Entertainment
- 製作著作 - WOWOW

## 播放日程
| 播放回 | 網絡播放 | 電視播放 |
| ------ | -------- | -------- |
| 第一夜 | 5月28日  | 6月02日  |
| 第二夜 | 5月29日  | 6月03日  |
| 第三夜 | 5月30日  | 6月04日  |
| 最終夜 | 5月31日  | 6月05日  |

## 註解
1. 1 2  預計於6月30日終止提供。

## 外部連結
- 2020年 五月之恋｜原創劇（页面存档备份，存于） - WOWOW
- YouTube上的 吉田羊×大泉洋「2020年 五月之恋」【5/28（四）9:00～播放】播放列表
- 吉田羊×大泉洋「2020年 五月之恋」(全4話)（页面存档备份，存于） - WOWOW Members On Demand
- 吉田羊×大泉洋「2020年 五月之恋」 電視劇（页面存档备份，存于） - WOWOW Online
- 「2020年 五月之恋」松永導演講述攝影秘聞 - 伊藤Satori的Snack Cinema（页面存档备份，存于） - Radiotalk